# Kościół Bożego Ciała w Oleśnie
Kościół Bożego Ciała – rzymskokatolicki kościół parafialny, położony w miejscowości Olesno (gmina Olesno). Kościół należy do parafii Bożego Ciała w Oleśnie w dekanacie Olesno, diecezji opolskiej.

## Historia kościoła
W XIII wieku w Oleśnie istniał już kościół grodowy pw. św. Michała, którego konsekracja miała miejsce w 1226 roku. Od 1374 roku w pobliżu kościoła osiedlają się bracia z zakonu Świętego Augustyna (OSA).
W latach 1450–1478, w miejscu gdzie obecnie stoi kościół pw. Bożego Ciała, został wybudowany, drewniany kościółek, któremu nadano wezwanie – Ciała Chrystusowego. W 1486 roku rajcowie olescy przekazują kanonikom prawo patronatu nad kościołem. Obok kościoła wybudowano altarię pod wezwaniem św. Filipa, św.Jakuba i św.Doroty dla sprowadzonego księdza altarysty, który miał za zadanie odprawiać msze święte w ciągu tygodnia oraz opiekować się chorymi i biednymi. W 1624 roku kościół trawi pożar, a jego odbudowa trwa do 1635 roku. W czasie wojen napoleońskich, w 1807 roku kościół pełnił rolę szpitala polowego dla żołnierzy francuskich. Na przełomie XIX i XX wieku, w stale rozrastającym się i zwiększającej się liczbie mieszkańców Oleśnie, nastała potrzeba budowy nowego, większego kościoła. Postanowiono wznieść neobarokową świątynię Bożego Ciała. Drewniany kościół przeniesiony został do pobliskich Gronowic. Budowę rozpoczęto w 1909 roku, a ukończono 25 marca 1913 roku. Prace budowlane wykonywało przedsiębiorstwo z Kluczborka, a pracami kierował mistrz budowlany Walter Schmidt. 18 października 1913 roku kardynał Georg Kopp z Wrocławia dokonał konsekracji nowo wybudowanego kościoła. Kościołem parafialnym został dopiero w 1935 roku, natomiast proboszczem ksiądz Paul Foik.

## Architektura i wnętrze kościoła
Kościół Bożego Ciała to monumentalna, powstała na planie krzyża łacińskiego, o powierzchni 1500 m², budowla. Do prezbiterium przylegają dwie zakrystie pokryte kopułami. Ołtarz główny pochodzi z 1913 roku. W centralnej części ołtarze widnieje olejny obraz, namalowany przez T. Tisbacha, przedstawiający Ostatnią Wieczerzę. Pod obrazem znajduje się złocone tabernakulum, które zwieńczone jest lampką oliwną o motywach orientalnych. Nad obrazem widnieje w srebrnej girlandzie apoteoza Ducha Świętego otoczonego puttami. Zakończeniem ołtarza są dwie rzeźby:
- św. Rocha z pieskiem u nogi,
- św. Jana Nepomucena z krzyżem w ręku.

Po bokach ołtarza stoją dwie drewniane rzeźby:
- św. Augustyna w szatach pontyfikalnych trzymającego pastorał i płonące serce,
- św. Jana Ewangelisty z księgą, gęsim piórem i orłem u stóp.

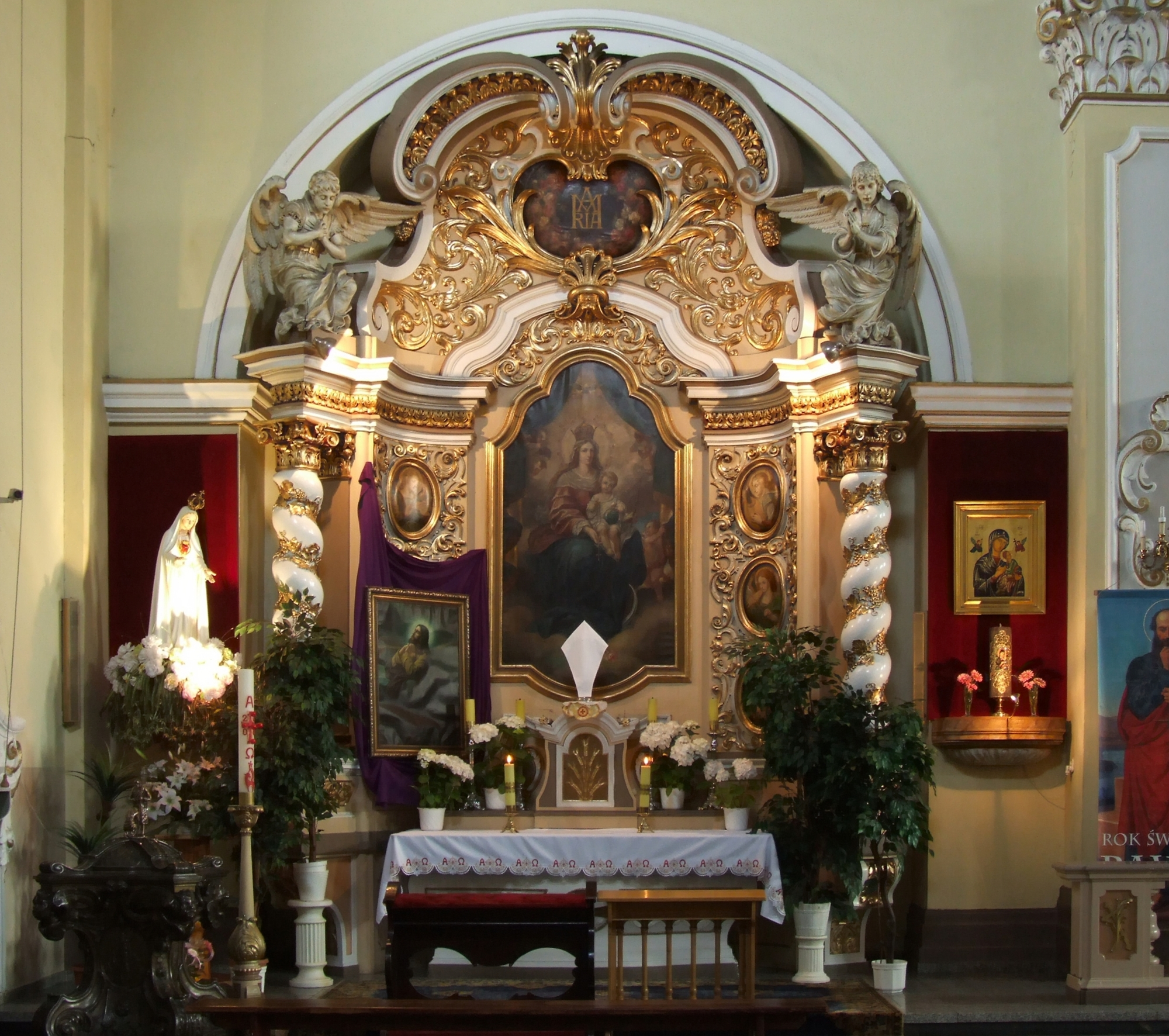
Ołtarz

Dwa ołtarze boczne pochodzą z 1914 roku. Jeden poświęcono Matce Bożej Różańcowej a drugi św. Józefowi. Po bokach ołtarza św. Józefa umieszczone są dwie figury św. Franciszka z Asyżu z krzyżem w ręku i św. Antoniego z Padwy trzymającego Dzieciątko. Kościół ozdobiony jest plafonami (malowidłami sufitowymi):
- nad prezbiterium są to Anioły w glorii nieba,
- w kopule nad skrzyżowaniem naw znajduje się Wniebowstąpienie Jezusa Chrystusa,
- nad ołtarzem Matki Boskiej Różańcowej namalowano Zesłanie Ducha Świętego,
- nad ołtarzem św. Józefa widnieje Zmartwychwstanie
- nad chórem widnieje fresk pokłonu Trzech Króli,
- nad nawami widać dwunastoletniego Jezusa Chrystusa nauczającego w świątyni,
- ponadto przedstawiono również cud w Kanie Galilejskiej i Ukrzyżowanie Jezusa Chrystusa[4].

Kościół posiada piękne witraże, w tym cztery figuralne. Po prawej stronie transeptu umieszczono witraż przedstawiający św. Jadwigę Śląską i św. Antoniego, natomiast po lewej stronie św. Klarę i św. Franciszka z Asyżu. Nad amboną znajduje się piękna rzeźba Maryi Królowej z Dzieciątkiem i berłem w ręku w płomienistej aureoli.
Kazalnicę zdobią trzy płaskorzeźby przedstawiające: św. Rodzinę, Zmartwychwstanie i modlitwę w Ogrójcu. Organy wyróżnia balustrada z dwoma popiersiami architekta kościoła Tomasza Skalca i budowniczego kościoła proboszcza Brunona Alexandra. Kościół wyposażony jest w neobarokową chrzcielnicę i konfesjonały. W 1961 roku przeprowadzono renowację świątyni, natomiast w latach 80. i 90. XX wieku wykonano prace remontowe, m.in. pomalowano kościół, dach pokryto miedzianą blachą, otynkowano zewnętrzne elewacje. W 1987 zawieszono cztery nowe dzwony (św. Rocha, św. Anny, św. Michała i Boże Ciało) z Ludwisarni Tadeusza i Wacława Felczyńskich do ocalałego dzwonu św. Józef z 1928.